# Barranquitas (Barranquitas)
Barranquitas es un barrio-pueblo ubicado en el municipio de Barranquitas en el estado libre asociado de Puerto Rico. En el Censo de 2010 tenía una población de 2695 habitantes y una densidad poblacional de 1.358,41 personas por km².

## Geografía
Barranquitas se encuentra ubicado en las coordenadas 18°11′5″N 66°18′37″O / 18.18472, -66.31028. Según la Oficina del Censo de los Estados Unidos, Barranquitas tiene una superficie total de 1.98 km², que corresponden a tierra firme.

## Demografía
Según el censo de 2010, había 2695 personas residiendo en Barranquitas. La densidad de población era de 1.358,41 hab./km². De los 2695 habitantes, Barranquitas estaba compuesto por el 87.05% blancos, el 5.94% eran afroamericanos, el 0.45% eran amerindios, el 0.04% eran asiáticos, el 4.97% eran de otras razas y el 1.56% pertenecían a dos o más razas. Del total de la población el 98.59% eran hispanos o latinos de cualquier raza.